# 生年別推理作家一覧 1970年代
生年別推理作家一覧 1970年代は、1970年代生まれの推理作家の生年別一覧である。
日本で活動する推理作家および、日本語訳のある日本以外の推理作家名を掲載する。また、推理小説にゆかりの深い翻訳家、評論家、編集者名も併せて掲載する。

## 1970年生
日本
- 川瀬七緒
- 古処誠二
- 沢村鐵
- 伯方雪日
- 三雲岳斗
- 結城充考

ドイツ
- テア・ドルン
- オリヴァー・ペチュ

台湾
- 胡傑

## 1971年生
日本
- 茜灯里
- 伊坂幸太郎
- 乾緑郎
- 上田未来
- 大山誠一郎
- 門井慶喜
- 加藤鉄児
- 桐山徹也
- 桜庭一樹
- 白石かおる
- 野々上いり子
- 本多孝好
- 真木武志
- 松本寛大
- 森山赳志

ドイツ
- セバスチャン・フィツェック

## 1972年生
日本
- 秋月涼介
- 伊与原新
- 伽古屋圭市
- 京橋史織
- 櫛木理宇
- 冴内城人
- 城山真一
- 高橋由太
- 西本秋
- 春畑行成
- 堀内公太郎
- 弥生小夜子
- 輪渡颯介

アメリカ
- ジョー・ヒル

オーストリア
- ユルゲン・ベンヴェヌーティ

## 1973年生
日本
- 生垣真太郎
- 桂美人
- 亀野仁
- 越尾圭
- 斉藤詠一
- 滝田務雄
- 拓未司
- 千澤のり子
- 中村啓
- 成定春彦
- 初野晴
- 法坂一広
- 舞城王太郎
- 湊かなえ
- 深山亮
- 村崎友
- 山口芳宏

アメリカ
- エリック・ガルシア

イタリア
- ドナート・カッリージ

ドイツ
- フレドゥン・キアンプール

台湾
- 凌徹（リンチェウ）

## 1974年生
日本
- 一條次郎
- 犬塚理人
- 神永学
- 鬼田隆治
- 倉野憲比古
- 黒崎視音
- 柴田祐紀
- 清涼院流水
- 瀬尾まいこ
- 大門剛明
- 辻寛之
- 柊サナカ
- 平沼正樹
- 松本英哉

スウェーデン
- カミラ・レックバリ

## 1975年生
日本
- 相原大輔
- 伊神貴世
- 稲羽白菟
- 植田文博
- 古泉迦十
- 佐藤青南
- 高井忍
- 田村和大
- 近田鳶迩
- 中里友香
- 深町秋生
- 三木笙子
- 道尾秀介
- 山下貴光
- 横関大

ドイツ
- レオニー・スヴァン

香港
- 陳浩基

## 1976年生
日本
- 市川憂人
- 岩木一麻
- 小林由香
- 城平京
- 高里椎奈
- 友桐夏
- 葉真中顕
- 矢樹純
- 山田真哉

## 1977年生
日本
- 北里紗月
- 櫻田智也
- 佐藤究
- 嶋戸悠祐
- 早見和真
- 福田栄一
- 汀こるもの

中国
- 周浩暉

## 1978年生
日本
- 浅ノ宮遼
- 天祢涼
- 天原聖海
- 伊兼源太郎
- 浦賀和宏
- 乙一
- 潮谷験
- 知念実希人
- 月原渉
- 十市社
- 藤野恵美
- 船越百恵
- 米澤穂信

## 1979年生
日本
- 神津凛子
- 喜多喜久
- 北山猛邦
- 澤村伊智
- 塩田武士
- 高木敦史
- 高野結史
- 宮内悠介
- 森晶麿
- 八木圭一
- 詠坂雄二

アメリカ
- トム・ロブ・スミス

台湾
- 冷言

他の年代へ
（19世紀 - 1901 - 1910年代 - 1920年代 - 1930年代 - 1940年代 - 1950年代 - 1960年代 - 1970年代 - 1980年代 - 1990年代）